# Diego Gama
Diego Alberto Gama García (14 de enero de 1996, Toluca, México) es un futbolista mexicano. Juega como delantero y actualmente milita en el Tlaxcala F.C. de la Liga de Expansión MX. 
Es hijo de Jorge Gama, quien fuera goleador con el Deportivo Toluca Fútbol Club en la década de los 80's.

## Trayectoria

### D. Toluca F. C. (1ª etapa)

#### Inicios
Inició en las fuerzas básicas del Deportivo Toluca Fútbol Club en 2008, fue sub-15 en el 2010, poco después fue ascendido a varias categorías del mismo club, sub-17 y sub-20.

#### Debut
Debutó en el fútbol profesional en el partido de la llave 1, entre Toluca y Venados de Mérida de la Copa MX, jugando 45 minutos, y debutó en la Liga Bancomer MX en el partido de la fecha 4 del Apertura 2014, contra Leones Negros de la Universidad de Guadalajara jugando los últimos 15 minutos, supliendo a Lucas Lobos.
Su primera etapa como profesional con el Toluca, fue muy breve solo acomulo un juego de Copa MX y una participación en la Liga Bancomer MX, días después sería prestado al Club Atlético de Madrid "B".

### Atlético de Madrid "B"
Poco después de su debut, el Toluca, notificó que Gama llega al Atlético de Madrid a préstamo por un año.  Será el primer futbolista exportado al balompié europeo que disputó el proyecto de la Liga MX sub-15. Poco Después, debuta en la Liga Juvenil de la UEFA entrando al 71, y anotando gol en la victoria de su equipo 2-1 al Malmo.

### D. Toluca F. C. (2ª etapa)
Tras la eliminación con la selección mexicana de fútbol modalidad Mundial sub-20 en Nueva Zelanda, Gama retorno al equipo del Estado de México, luego de que el Atlético no ejerciera la opción de compra.

### Potros de la UAEM
Para el Clausura 2017 llegó al conjunto mexiquense que milita en el Ascenso MX.

### Real Zamora
Para el torneo 2018-2019 llega como refuerzo del equipo chonguero, que milita en Liga Premier (Serie A). 

### Reboceros de La Piedad
Para la segunda vuelta del torneo 2018-2019 llega como refuerzo del conjunto del bajío, que milita en Liga Premier (Serie A).

### Coyotes de Tlaxcala
Para el clausura 2019 llega como refuerzo al equipo tlaxcalteca , equipo donde se ha mantenido hasta el 2021, en donde el 2020 siendo un goleador y referente del equipo tlaxcalteca (Liga de expansión MX).

## Selección nacional
Obtuvo su primer llamado a la Selección Nacional en 2010 para formar parte del combinado Sub-15; manteniéndose como una constante en las diversas categorías del "Tri" tanto Sub-17, Sub-18 y Sub-20.
Fue llamado por Sergio Almaguer para encarar el Mundial Sub-20 jugado en Nueva Zelanda, Diego Gama tuvo dos participaciones y una expulsión durante el certamen.

## Clubes
| Club                   | País   | Año             |
| ---------------------- | ------ | --------------- |
| Deportivo Toluca       | México | 2014            |
| Atlético de Madrid     | España | 2014 - 2015     |
| Deportivo Toluca       | México | 2015 - 2016     |
| Potros UAEM            | México | 2017 - 2018     |
| Real Zamora            | México | 2018            |
| Reboceros de La Piedad | México | 2019            |
| Tlaxcala F.C.          | México | 2019 - 2021     |
| Cafetaleros de Chiapas | México | 2021 - 2022     |
| Chihuahua F.C.         | México | 2022 - 2024     |
| Tlaxcala F.C.          | México | 2024 - Presente |